# Ankara Demirspor
Ankara Demirspor Kulübü est un club turc de football basé à Ankara.

## Historique
- 1932 : fondation du club

## Parcours
- Championnat de Turquie : 1958-1971
- Championnat de Turquie D2 : 1971-1983, 1995-1998
- Championnat de Turquie D3 : 1984-1995, 1998-2006, 2015-2016, 2018-
- Championnat de Turquie D4 : 2006-2015, 2016-2018